# Sornoer Buden
Sornoer Buden, niedersorbisch Žarnojske Budy, ist ein zum Ortsteil Bahnsdorf gehörender Wohnplatz der Gemeinde Neu-Seeland im Landkreis Oberspreewald-Lausitz im Süden des Landes Brandenburg. Der Ort gehört dem Amt Altdöbern an.

## Lage
Die Ausbausiedlung Sornoer Buden liegt in der Niederlausitz, etwa sieben Kilometer östlich von Großräschen, zehn Kilometer Luftlinie nordöstlich von Senftenberg und 25 Kilometer südwestlich von Cottbus. Der Ort gehört zum amtlichen Siedlungsgebiet der Sorben/Wenden. Umliegende Dörfer sind Bahnsdorf im Norden, Lindenfeld im Nordosten, Lieske im Südosten und Allmosen im Nordwesten.
Östlich von Sornoer Buden liegt der Flugplatz Welzow, südlich des Ortes befindet sich der Sedlitzer See im ehemaligen Braunkohletagebau Sedlitz. Die Siedlung liegt an der Kreisstraße 6615 und knapp einen Kilometer nördlich der Bundesstraße 156. Westlich von Sornoer Buden schließt die Bahnstrecke Knappenrode–Sornoer Buden an die Bahnstrecke Großenhain–Cottbus an.

## Geschichte
Die aus mehreren verstreut liegenden Grundstücken bestehende Siedlung Sornoer Buden entstand gegen Ende des 19. Jahrhunderts oder Anfang des 20. Jahrhunderts als Tagelöhnersiedlung und Schmiede. Der Ortsname entstand aus der umgangssprachlichen Bezeichnung „die Buden“ und der Lage des Ortes in der Nähe des Dorfes Wendisch Sorno. Die Bezeichnung „Sorno“ lässt sich wiederum von der sorbischen Bezeichnung  žarnow für Mühlstein ableiten. Bis 1952 gehörten die Sornoer Buden zum Landkreis Senftenberg (hieß bis 1950 Landkreis Calau) und danach bis zur Wiedervereinigung zum Kreis Senftenberg im DDR-Bezirk Cottbus.
1959 wurde die Bahnstrecke Knappenrode–Sornoer Buden an die Bahnstrecke Großenhain–Cottbus angeschlossen. Am 25. April 1964 erfolgte die Inbetriebnahme der Anschlussstelle Abzw Sornoer Buden Ost–Abzw Sornoer Buden West. Die Strecke diente dem Güterverkehr des Gaskombinats Schwarze Pumpe. Seit dem 6. Dezember 1993 liegt der Ort im Landkreis Oberspreewald-Lausitz. Am 1. Februar 2002 wurde die Gemeinde Bahnsdorf, zu der die Sornoer Buden seit jeher gehörten, mit drei weiteren Gemeinden zu der Gemeinde Neu-Seeland zusammengeschlossen. Am 31. Mai 2002 wurde der Bahnverkehr auf dem Anschlussstück bei Sornoer Buden eingestellt.